# 陈院镇
陈院镇，是中华人民共和国甘肃省陇南市成县下辖的一个乡镇级行政单位。

## 行政区划
陈院镇下辖以下地区：
七盘村、梁楼村、陈庄村、玉泉村、芦沟村、大垭村、大壳村、白马寺村、李山村、半山村、武山村、马坝村、龙门村和冰林村。